# Lierenfeld
Lierenfeld, Düsseldorf-Lierenfeld — dzielnica miasta Düsseldorf w Niemczech, w okręgu administracyjnym 8, w kraju związkowym Nadrenia Północna-Westfalia, w rejencji Düsseldorf.  